# Chitrawao
Chitrawao fou un petit estat tributari protegit al districte de Gohelwar, al Kathiawar, regió del Gujarat, presidència de Bombai. Estava format només per un poble amb un únic tributari.
Els ingressos s'estimaven en 160 lliures i el tribut era de 49 lliures al Gaikwar de Baroda i 3 al nawab de Junagarh.